# Onze-Lieve-Vrouw van Antwerpen

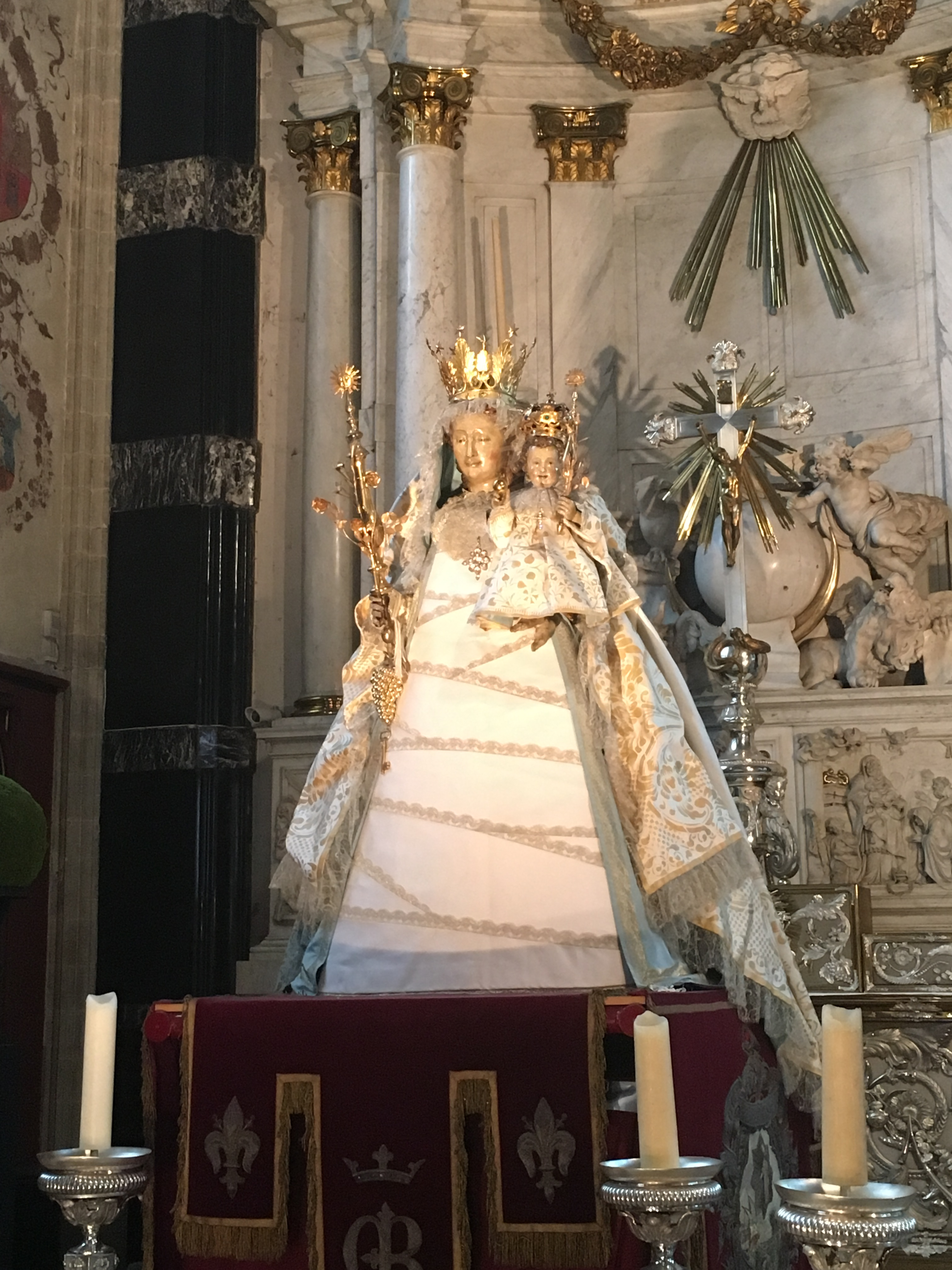
Het gekroonde genadebeeld, opgesteld in de kathedraal.

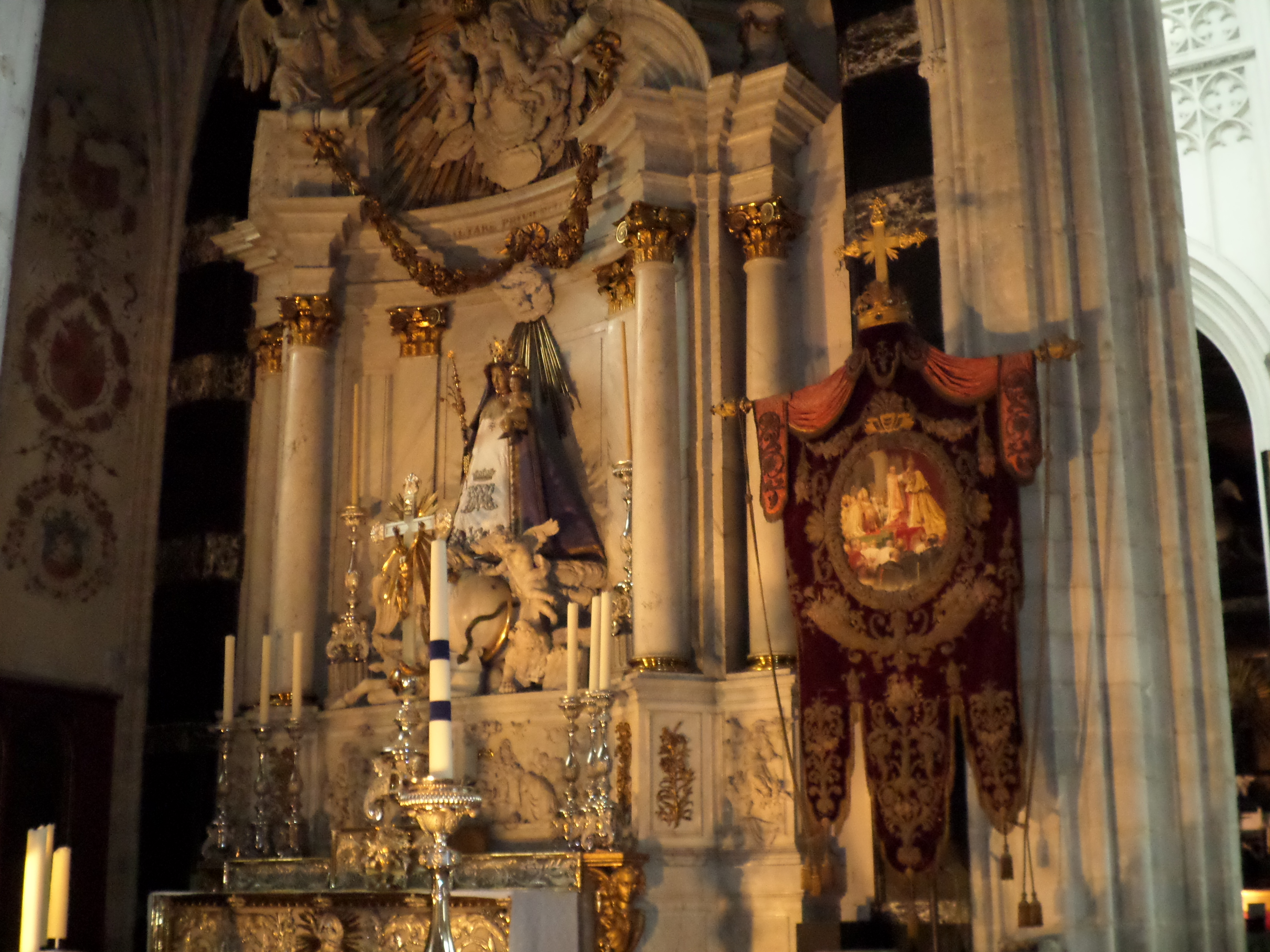
het beeld geplaatst op de altaartroon, met vooraan het Jubelvaandel.

Onze-Lieve-Vrouw van Antwerpen is een pauselijk gekroond  houten Mariabeeld, dat vereerd wordt in de Onze-Lieve-Vrouwekathedraal van Antwerpen. Ze is de patrones van de stad Antwerpen.

## Geschiedenis
Het beeld is thans een van de oudste genadebeelden in Antwerpen: het overleefde de beeldenstorm en de Frans Revolutie. Het beeld kende verschillende voorname weldoeners waaronder Aartshertogin Isabella, die het beeld met kostelijk textiel vereerde.
Het beeld werd op voordracht van pater Hilarius en kanunnik Helsen, pastoor-deken van de Onze-Lieve-Vrouwekerk van Antwerpen met toestemming van paus Leo XIII gekroond op Hemelvaartsdag 15 augustus 1899. Het is vermaard vanwege de bijbehorende schatkamer die door verschillende weldoeners werd uitgebreid. Tot de topstukken behoort de gouden kroon van vier kilogram met edelstenen en briljanten waarmee het beeld in opdracht van de paus werd gekroond. Hij werd uitgevoerd door edelsmid Jos Junes.

## Verering
De jaarlijkse processie en de cultus worden sinds 1479 onderhouden door een broederschap. Deze is eigenaar van een groot rood processievaandel met zwaar goudborduurwerk uitgevoerd door Desire Vansina, waarop een ovaal medaillon, geschilderd door Karel Ooms, werd geplaatst.